# Síndrome post-finasterida
Se conoce como síndrome post-finasteride una serie de síntomas a nivel sexual, físico y cognitivo que han sido reportados como consecuencia de la ingesta de inhibidores de la enzima 5-alfa-reductasa como Finasteride o Dutasteride y que persisten, se desarrollan o empeoran tras el cese de la toma de dichos fármacos.
Evidencia clínica ha demostrado y señalado los devastadores efectos de la inferencia de inhibidores de la 5-alfa-reductasa en la esfera sexual, cognitiva y física que se corresponde con una serie de síntomas variados pero comunes, particularmente en pacientes jóvenes de género masculino. La existencia y creciente visibilidad de esta condición durante la última década es motivo de controversia en parte de la comunidad médica ya que el mecanismo biológico de acción y la incidencia de la sintomatología no es todavía comprendida. La falta de criterio diagnóstico y la variabilidad y amplitud de los síntomas reportados lo convierten en un problema multidisciplinar (principalmente neurológico, endocrino y urológico) que necesita más investigación para ser comprendido y evaluado.

## Sintomatología
Los principales síntomas reportados a las diferentes instituciones de farmacovigilancia internacional incluyen atrofia, reducción de tamaño y cambios en los tejidos del pene (fibrosis y fuga venosa), reducción del volumen y calidad del esperma, pérdida de libido, disfunción eréctil, disfunción sexual, pérdida de sensibilidad en el pene, sensación de orgasmo reducida, trastornos de lipoatrofia y piel seca, cambios metabólicos, debilidad y pérdida muscular, ginecomastia, ansiedad, ataques de pánico, depresión, insomnio, anhedonia, dificultad para concentrarse, falta de motivación, trastornos de la memoria e ideación suicida.

## Causas
Debido a la baja incidencia, variabilidad e independencia de la dosis, se ha especulado que el desarrollo del síndrome post-finasteride podría estar relacionado con determinados fenotipos epigenéticos. Cambios epigenéticos inducidos por la ingesta de Finasteride y otros inhibidores de la 5-alfa-reductasa, incluyendo la regulación al alza de algunos receptores de andrógeno en tejidos específicos, podrían resultar en indeseados efectos biológicos en el cerebro como la interferencia parcial en las señales del sistema dopaminergico y la modulación de otros receptores de neurotransmisores, causando efectos secundarios indeseados de forma persistente o permanente.
Otros investigadores, particularmente en los años del auge estético del medicamento, han sugerido que el síndrome post-finasteride es una ilusión o desorden psicótico. Sin embargo, los síntomas físicos aparentes son obviados y permanecen sin explicación, sugiriendo que este no es el caso.

## Legal
Se han registrado más de mil demandas judiciales contra la compañía farmacéutica Merck en referencia a su producto Propecia (cuyo ingrediente activo es Finasteride) y los efectos secundarios persistentes provocados sobre los demandantes. La parte de estos casos se resolvieron en 2018 tras la aceptación de Merck de indemnizar a las víctimas con un pago de 4.3 millones de dólares americanos. A finales de 2019, 25 casos permanecen a la espera de vista judicial solo en los Estados Unidos.
En 2019, la agencia de noticias Reuters informó de fallos en la redacción de documentos judiciales habían revelado comunicaciones internas de Merck en las que se sugiere que las empresas era conocedora de los efectos persistentes en sus ensayos clínicos originales pero decidió no hacerlo público en el prospecto del medicamento con fines puramente comerciales.

## Investigación
Un reciente estudio controlado con pacientes informando los síntomas comunes del síndrome post-finasteride tras la ingesta del fármaco ha revelado una expresión significativamente elevada de los receptores de andrógenos en el tejido del pene, marcadores de neuropatía del nervio pudendo y alteraciones persistentes de los niveles de esteroides neuroactivos en el líquido cefalorraquídeo.